# Al-Ahrar
al-Ahrar (arabiska الأحرار) är en liten stad i provinsen Wasit i södra Bagdad, Irak. Staden är belägen cirka 38 kilometer söder om al-Numaniyya och 20 kilometer norr om al-Kut.